# 国民革命军暂编第九军
国民革命军暂编第九军历史上4次组建。

## 浙江地方武装组建的第一个暂编第九军
1938年1月成立第三戰區遊擊司令部，由浙江省警員及各地常備隊、壯丁編成4個支隊。1938年7月改編為浙江省國民抗敌自衛團總司令部。1940年4月浙江省國民抗敌自衛團所屬支隊併編為3個縱隊。1940年10月以浙江省國民抗敌自衛團改编为暂编第九军，隶属第10集团军副总司令部（即俞济时部驻新昌县大佛寺），担任浙东海防任务。
- 军长冯圣法（原第九十一军军长，黄埔一期，俞濟時亲信）
- 副军长陈式正
- 第194师：原属第九十一军。师长陈德法（黄埔一期）
- 暂编第32师：1940年9月以浙江省國民抗敌自衛團第一縱隊及浙江第六保安團編成。師長黃權。
- 暂编第33师：1940年4月由浙江省國民抗敌自衛團第一、第六、第八支隊和第五區總隊併編為浙江省國民抗敌自衛團第二縱隊。1940年10月第二纵队改編為暫編第33師，师长蕭冀勉。1943年9月周淘漉任師長。該師後改隸屬國民革命軍第八十八軍。
- 暂编第34师：1940年10月將浙江省國民抗敌自衛團第三縱隊改編為暫編第三十四師，彭鞏英為師長，1942年3月朱奇任師長，1943年2月以第十八師副師長吳嘯亞任師長，同時改隸屬國民革命軍陸軍第十八軍。

1941年第194师改隶第七十九军；暂编第33师改隶第八十八军；编入浙江省地方民團改編成立的暂编第35师(師長勞冠英)。1941年9月赴湖南参加了第二次长沙会战。1942年5月参加了浙赣会战。
1942年8月调入第六战区，1942年12月改隸屬长江上游江防军。主要用於戰線監視與防禦等靜態任務。陈诚对该军彻底改组：暂编第32师改隶第八十六军、暂编第34师改隶第十八军、暂编第35师改隶第九十四军，第九十四军第185师和第十八军第199师编入该军。
- 军长方靖
- 副军长：王毓文、陈式正
- 第185师。师长石祖黄
- 第199师，师长宋瑞珂

1943年2月参加了鄂西会战。 1943年10月4日暂编第九军在湖北松滋改为第六十六军。

## 东北军组建的第二个暂编第九军
1941年5月，东北军第五十七军番号撤消，所辖第111、第112师改归魯蘇戰區直辖。1942年冬随鲁苏战区总司令于学忠撤出山东，转隶第一战区副司令长官汤恩伯。代号“晋齐部队”，军部设在大刘寨（今界首市任寨乡），下属部队分布于陶庙以东，太和县肖口乡以西，方圆约二十华里内百余个自然村内。1943年4月魯蘇戰區将第111、第112师和暂编第30师合编为暂编第八军，军长霍守义，隶第一战区副司令长官汤恩伯的第19集团军。1943年10月改称暂编第九军：
- 军长霍守义[4]
- 暂编第33师：原第111师。师长孙焕彩
- 暂编第34师：原第112师。师长霍守义
- 暂编第35师：原暂编第30师。师长朱世琴

1944年10月，该军番号改为第十二军。

## 由陕军组建的第三个暂编第九军
杨虎城陕军所属陕西警备旅扩编的第三十八军第177师和河北抗日义勇军改编的暂编第27师于1944年10月合编组建暂编第九军，隶属第十战区：
- 军长傅立平
- 第177师，师长李振西
- 暂编第27师，师长王金铎

1945年8月抗战胜利后该军被裁减，第177师改隶第九十八军，暂编第27师被裁减。

## 由湖北地方武装组建的第四个暂编第九军
1949年11月初，逃亡至恩施地区的湖北省保安部队一部组成暂编第九军，隶属第3兵团（司令官朱鼎卿,副司令彭旷高，暂编第8军军长曾宪成）
- 军长杨达（黄埔六期）
- 副军长王胜泌
- 暂编第25师
- 暂编第26师

1949年12月26日，该军残部在四川金堂随第3兵团起义，接受解放军改编。